# Михаэль (фильм, 2011, Австрия)
«Михаэль»  (нем. Michael) — дебютный фильм режиссёра Маркуса Шляйнцера с Михаэлем Фуйтом и Давидом Раухенбергером в главных ролях. Премьера картины состоялась 14 мая 2011 года в рамках конкурсной программы Каннского фестиваля.

## Сюжет
Фильм рассказывает о последних пяти месяцах совместной жизни педофила Михаэля и его десятилетнего 
пленника Вольфганга. Михаэль — с виду обычный клерк страховой компании, и никто из соседей не догадывается о его преступлении.  Со стороны Михаэль и Вольфганг выглядят, как отец и сын. Похититель даже иногда выезжает с мальчиком на прогулки.
Позднее Михаэль решает похитить ещё одного ребёнка. Он пытается увести мальчика на улице, но его подзывает его отец. Родитель ругает ребёнка за разговор с незнакомцем.
В конце картины Михаэль погибает от несчастного случая. Его мать приезжает к сыну в дом и случайно обнаруживает потайной подвал. В конце фильма она открывает дверь в него.

## История создания
«Михаэль» стал дебютной работой Маркуса Шляйнцера, до этого занимавшего должность кастинг-директора у таких  режиссёров, как Штефан Рузовицки и Михаэль Ханеке. Шляйнцер подбирал актёрский состав к картинам Ханеке «Пианистка» и «Белая лента». Впоследствии он сказал, что опыт работы с детьми помог ему при выборе актёра на роль Вольфганга.
Шляйнцер работал над сценарием около пяти месяцев. Согласно его интервью газете Süddeutsche Zeitung, он пытался избежать прямой экранизации реального преступления, однако частично сценарий был основан на истории похищения австрийской девушки Наташи Кампуш. Некоторые сюжетные линии позаимствованы из её автобиографии «3096 дней».
Перед показом картины Шляйнцер обратился к родителям Давида Раухенбергера, исполнителя роли Вольфганга, и предложил им убрать из картины спорные сцены, если они захотят.

## В ролях
| Актёр              | Роль      |
| ------------------ | --------- |
| Михаэль Фуйт       | Михаэль   |
| Давид Раухенбергер | Вольфганг |
| Урсула Штраус      | сестра    |
| Кристин Кейн       | мать      |
| Виктор Треммель    | шурин     |
| Гизелла Зальхер    | Христа    |
| Ксавер Винклер     | племянник |
| Томас Пфальцманн   | племянник |

## Релиз
Премьера картины состоялась  14 мая 2011 года в рамках конкурсной программы 64-го Каннского фестиваля. «Михаэль» боролся за главный приз фестиваля «Золотую пальмовую ветвь», но статуэтка досталась картине Терренса Малика «Древо жизни». Тем не менее, на одном из главнейших кинофестивалей в немецкоговорящем мире Viennale «Михаэль» победил в номинации «Лучший полнометражный фильм».
Картина участвовала во многих кинофестивалях мира, включая такие как Московский международный кинофестиваль, Кинофестиваль в Загребе и Кинофестиваль в Торонто.

## Критика
В целом отзывы кинокритиков на картину были положительными. На сайте Rotten Tomatoes её рейтинг составляет 79 процентов на основе 34 рецензий[≡]. Некоторые рецензенты с неодобрением восприняли сюжет фильма: например, Майк Д'Анджело, ведущий критик журнала Esquire, в своём Твиттере написал «Что, чёрт возьми, не так со всеми в  Австрии? Серьёзно» (англ. WHAT THE FUCK IS WRONG WITH EVERYONE IN AUSTRIA. SERIOUSLY).
Многими критиками отмечались «хладнокровие» и «спокойность» фильма. Мария Беккер в рецензии для Русской службы Би-би-си назвала картину «камерной, лишенной пафоса или пристрастного режиссерского комментария». Алисса Саймон, рецензент Variety, отметила, что в «Михаэле» не психологический подход к тревожной теме педофилии. Марк Олсен в своей статье для газеты Los Angeles Times сравнил картину с работами Михаэля Ханеке и написал, что их объединяет чувство отрешённости во время просмотра, однако «Михаэлю» не хватает «глубокой нравственности» Ханеке. Стивен Холден в The New York Times написал, «что этот холодный убедительный фильм не пытается объяснить поведение Михаэля или анализировать его болезнь».
Сценарий также получил в среднем позитивную реакцию у критиков. По словам рецензента газеты New York Post, Шляйнцер допустил при его написании лишь одну ошибку, не показав самого похищения Вольфганга.
Многие рецензенты высоко оценили игру исполнителей ролей Михаэля и Вольфганга.

## Награды и номинации
| Награды и номинации                   | Награды и номинации | Награды и номинации            | Награды и номинации | Награды и номинации |
| Фестиваль                             | Год                 | Категория                      | Номинирован(а)      | Итог                |
| ------------------------------------- | ------------------- | ------------------------------ | ------------------- | ------------------- |
| Премия Британского института кино     | 2011                | Sutherland Trophy              | Маркус Шляйнцер     | Номинация           |
| Каннский кинофестиваль                | 2011                | Золотая пальмовая ветвь        |                     | Номинация           |
| Международный кинофестиваль в Дублине | 2012                | Лучший актёр                   | Михаэль Фуйт        | Победа              |
| Премия Европейской киноакадемии       | 2011                | Европейское открытие года      | Маркус Шляйнцер     | Номинация           |
| Кинофестиваль в Филадельфии           | 2011                | Лучший дебютировавший режиссёр | Маркус Шляйнцер     | Победа              |
| Viennale                              | 2011                | Лучший полнометражный фильм    |                     | Победа              |
| Кинофестиваль в Загребе               | 2011                | Лучший фильм                   |                     | Победа              |
| Кинофестиваль Макса Офюльса           | 2012                | Лучший режиссёр                | Маркус Шляйнцер     | Победа              |
| Кинофестиваль Макса Офюльса           | 2012                | Лучший актёр                   | Михаэль Фуйт        | Победа              |